# Кубраково (Бурынский район)
Кубраково (укр. Кубракове) — село,
Жуковский сельский совет,
Бурынский район,
Сумская область,
Украина.
Код КОАТУУ — 5920983602. Население по переписи 2001 года составляло 9 человек.

## Географическое положение
Село Кубраково находится на правом берегу реки Терн,
выше по течению на расстоянии в 1 км расположено село Жуковка,
ниже по течению на расстоянии в 3 км расположено село Нижняя Сагаревка,
на противоположном берегу — село Череповка.

## История
К северо-западу от села находится городище древнерусского времени, предположительно летописного города Утешкова.